# Krigsexpeditionen
Krigsexpeditionen var 1713-1840 den expedition i Kunglig Majestäts kansli, som handhade ärenden rörande krigsmakten till lands och sjöss. 
Enklare förvaltningsärenden kom dock från 1790-talet att handhas av generaladjutanterna för armén respektive flottan. I samband med departementalreformen 1840 fördelades expeditionens funktioner mellan lantförsvarsdepartementet och sjöförsvarsdepartementet.
Chef för krigsexpeditionen hade 1713-1719 titeln ombudsråd, och därefter expeditionens statssekreterare.

## Statssekreterare fr.o.m.statskuppen 1809
- 1809-1810: Henrik Vilhelm Iserhielm
- 1810-1812: Fredrik Wilhelm Carpelan
- 1812-1818: Gustaf Fredrik Wirsén
- 1818-1824: Bernhard Christoffer Qviding
- 1824-1825: Lars Arnell
- 1825-1828: Carl Johan af Nordin
- 1828: Gustaf Peyron
- 1828-1831: Johan Nordenfalk
- 1831-1840: Carl Gabriel Grip